# Блаженство (короткометражка)
«Блаженство» (англ. Bliss) — американська короткометражна кінокомедія режисера Альфреда Дж. Гулдінга 1917 року.

## Сюжет
Наш герой підробляє титул графа, що допомагає йому в залицянні до героїні і її батька, якому важливий його ''титул''.

## У ролях
- Гарольд Ллойд — Гарольд
- Снуб Поллард — Снуб
- Бібі Данієлс — дівчина
- В. Л. Адамс
- Вільям Блейсделл
- Семмі Брукс
- Лотті Кейс
- Біллі Еванс
- Вільям Гіллеспі
- Седі Гордон